# Grindstone (album)
| Recensione | Giudizio |
| ---------- | -------- |
| AllMusic   |          |

Grindstone è il quarto album in studio del gruppo musicale norvegese Shining, pubblicato il 29 gennaio 2007 dalla Rune Grammofon.

## Tracce
Testi e musiche di Jørgen Munkeby, tranne dove indicato.
1. In the Kingdom of Kitsch You Will Be a Monster – 5:40
2. Winterreise – 3:33
3. Stalemate Longan Runner – 4:15 (Andreas Hessen Schei, Jørgen Munkeby)
4. To Be Proud of Crystal Colors Is to Live Again – 0:49
5. Moonchild Mindgames – 3:06
6. The Red Room – 2:16
7. Asa Nisi Masa – 1:52
8. To Be Proud of Crystal Colors Is to Live Again – 1:09
9. Psalm – 7:20
10. -... . --.-. .... – 2:07
11. 1:4:9 – 5:03
12. Fight Dusk with Dawn – 6:53

## Formazione
Gruppo
- Jørgen Munkeby – sassofono, chitarra, voce
- Torstein Lofthus – batteria
- Morten Strøm – basso
- Andreas Hessen Schei – tastiera

Altri musicisti
- Danny Young – gong (tracce 1, 3 e 12)
- Kristoffer Myre Eng – organo (traccia 9)
- Åshild Skin Refsdal – soprano (tracce 9 e 11)

Produzione
- Kåre Chr. Vestrheim – produzione, registrazione, missaggio
- Mike Hartung – registrazione, missaggio
- Hasse Rosbach – assistenza tecnica, montaggio aggiuntivo
- Shining – registrazione e montaggio aggiuntivi
- Jonas Howden Sjøvaag – registrazione organo (traccia 9)